# تاريخ الاتحاد الدولي لكرة القدم
اجتمع في العام 1863 11 مندوبا من الأندية والجمعيات الإنجليزية في لندن للبحث في كيفية وضع قوانين خاصة باللعبة وبهدف إنشاء أول اتحاد رسمي لكرة القدم. فقبل ذلك الوقت كانت المئات من المدارس والاندية تمارس كرة القدم بقوانين خاصة بها. فقسم منها سمح للاعب باستعمال يديه وكتفيه أثناء اللعب فيما مانع القسم الآخر استعمال اليدين، وعلى رغم هذه الخلافات إتفق الاتحاد الجديد على تحديد أصول اللعبة ووضع قانون موحد لها. فخلال عقد تم إنشاء الاتحاد الويلزي وتبعه الاسكوتلندي وثم الإيرلندي. وفي عام 1882 أسست الإتحادات الأربعة مجتمعة الاتحاد الدولي لكرة القدم، الذي حاول تنظيم لعبة كرة القدم في أنحاء العالم.
مع نهاية القرن التاسع عشر انتشرت لعبة كرة القدم في مختلف أنحاء العالم حيث تم نشرها من قبل البحارة والتجار البريطانيين، ومن مختلف المسافرين الأوروبيين. فمن أستراليا إلى البرازيل. ومن المجر إلى روسيا أٌنشئت الإتحادات والأندية والمسابقات، وأدى ذلك النمو الشامل إلى تكوين الاتحاد الدولي لكرة القدم (الفيفا) في باريس في 21 مايو 1904. بعدما تم إنهاء دور الاتحاد السابق من قبل فرنسا وبمشاركة ست دول أوروبية، وأصبحت كرة القدم لعبة عالية. والاسم الفرنسي لا يزال يستخدم حتى يومنا هذا حتى خارج نطاق الدول الناطقة باللغة الفرنسية. كان أول رئيس للاتحاد الفرنسي روبير غيرين